# Hermann Poeverlein

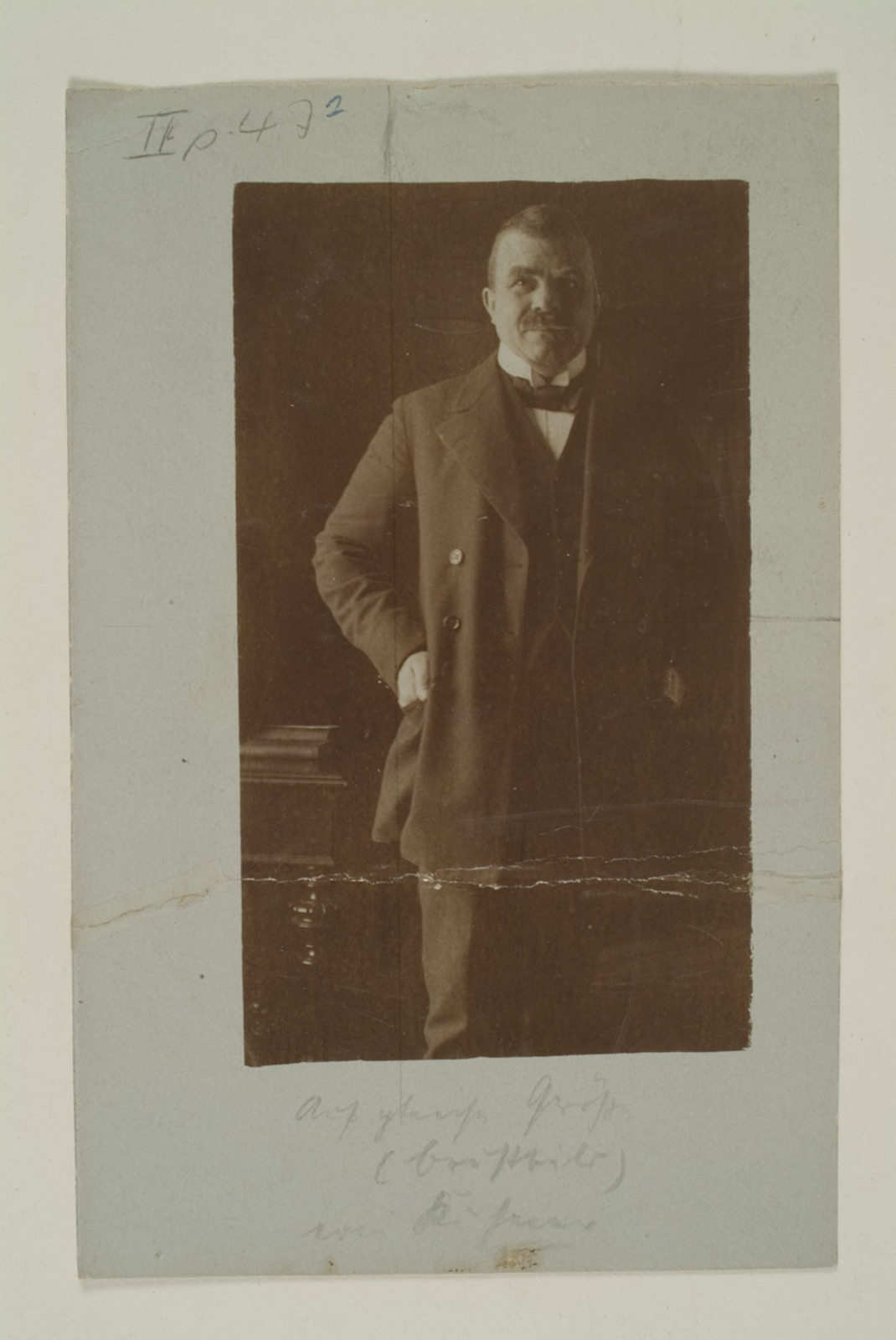
Hermann Poeverlein (1916)

Hermann Adam Ferdinand Poeverlein (* 24. Dezember 1874 in Regensburg; † 31. Januar 1957 in Ludwigshafen am Rhein, auch Pöverlein) war ein deutscher Jurist und Botaniker. 
Sein botanisches Autorenkürzel lautet „Poeverl.“.

## Leben
Poeverlein absolvierte von 1897 bis 1900 den Vorbereitungsdienst für den höheren Justiz- und Verwaltungsdienst, wo er zwischen dem 5. Oktober und dem 19. Dezember 1900 die Prüfung für den höheren Justiz- und Verwaltungsdienst ablegte. Ab dem 20. Dezember 1900 war er bis zum Jahresende 1901 Rechtsanwaltkonzipient und Sekretär der oberpfälzischen Handwerkskammer in Regensburg.
Nach einer Tätigkeit als geprüfter Rechtspraktikant in Regensburg 1902 kam er im Oktober desselben Jahres als Bezirksamtsassessor nach Ludwigshafen. Dies blieb er, bis er 1914 als Soldat in den Ersten Weltkrieg eingezogen wurde.
Im November 1919  wurde Poeverlein Regierungsrat bei der Regierung der Pfalz (Kammer des Innern) und stieg im April 1920 Oberregierungsrat auf. Im Frühsommer 1923 wurde er jedoch ausgewiesen und vorübergehend an die Regierung von Schwaben und Neuburg versetzt. Ende 1924 kam er jedoch zur Regierung der Pfalz zurück.
Ab September 1933 war er etatmäßiger Regierungsdirektor bei der Regierung von Schwaben und Neuburg (Kammer des Innern) und zugleich Direktor des Oberversicherungsamts Augsburg ernannt. 1942 ging er auf eigenen Antrag in Rente und verbrachte seine letzten Lebenstage in Harxheim, Zell und Ludwigshafen am Rhein.
In der Botanik machte sich Poeverlein auch einen Namen als Rostpilz-Experte. Darüber hinaus veröffentlichte er auch über schwierige Gattungen wie Euphrasia, Rhinanthus und Potentilla. Zu seinen Werken zählen ebenfalls ausführliche Bibliografien über die Fauna und Flora der Pfalz. Zudem war Mitherausgeber des Werkes Flora exsiccata rhenana.
Poeverlein war zeit seines Lebens Mitglied bei Pollichia und ab 1922 auch Vorsitzender des Pfälzerwald-Vereins.

## Mitgliedschaften
- Ehrenmitglied der Bayerischen Botanischen Gesellschaft[2]

## Veröffentlichungen
Folgende Veröffentlichungen werden Poeverlein zugeschrieben:
- Zur Flora von Aschau bei Prien (Oberbayern), 1895
- Plantago arenaria, 1897
- Lebermoose um Regensburg, 1898
- Die Aufbringung der Mittel im Reichsunfallversicherungsrecht, München & Leipzig 1900
- Die bayerischen Veronicae, 1910
- Die Literatur über Bayerns floristische, pflanzengeographische und phänologische Verhältnisse
- Eine Juni-Exkursion in die Umgebung von Neustadt an der Donau, 1911
- Die Utricularien Süddeutschlands, 1913
- Zur Gefäßpflanzen-Flora des südlichen Fichtelgebirges und des Rauhen Kulm, 1918
- Die Pflanzendecke der Pfalz, 1919
- Die Rostpilze Regensburgs, Regensburg, 1925